# Толедо (окръг)
Вижте пояснителната страница за други значения на Толедо.
Толедо (на испански: Toledo) е най-южният окръг в Белиз. Главният град на окръга е Пунта Горда.